# 趙尚来
趙 尚来（チョ・サンネ、朝鮮語: 조상래/趙尙來、1936年9月6日 - ）は、大韓民国の政治家、実業家。第11・12代韓国国会議員。
本貫は金堤趙氏、号は冬艸（トンチョ、동초）。仏教徒。

## 経歴
日本統治時代の全羅北道金堤郡出身。南星高等学校を経て、1959年に中央大学校文理科大学卒。延世大学校行政大学院修了。1972年から統一主体国民会議代議員、大韓レスリング協会全北支部会長、東一油業株式会社代表理事、第11代国会予算決算特別委員会委員・農水産委員会幹事、民主正義党財政委員会副委員長・中央委員会副議長、第12代国会内務委員を務めた。